# Nacaeus funebris
Nacaeus funebris är en skalbaggsart som först beskrevs av Max Bernhauer 1921.  Nacaeus funebris ingår i släktet Nacaeus och familjen kortvingar. Inga underarter finns listade i Catalogue of Life.